# محتوى مصغر
المحتوى المصغر هو نص قصير مدمج يحتوي على معاني لموضوع كبير. وهناك تأولين لهذا المعنى. التأويل الأول يقول انه مجموعة صغيرة من الكلمات التي تسمح للقاريء ان يتصفحه ليكوِّن فكرة واضحة عن موضوع أكبر من دون قراءة الموضوع بكامله. من الامثلة، عناوين المقالات، موضوع رسائل البريد الإلكتروني والملخصات على هامش مواضيع. التأويل الثاني يقول انه كتل صغيرة من التصوص يمكن ان تفهم بحد ذاتها بسياقات متعددة مثل ملخصات الـ آر إس إس، بلوغات وملخصات تقارير.

## المعنى الاصلي
أول من عرف معنى المحتوى المصغر هو جاكوب نيلسين اختصاصي علم المستخدميات وذلك بمقال كتبه عام 1998 حيث قال ان المحتوى المصغر هو نص قصير معبر، مثل عنوان المقالة، الذي يعطي معنى واضح واضح للقاريء ويجعله يريد الاتطلاع على المحتوى، لكنه يحافظ على معناه حتى ولو حذف الموضوع. من أهم الامثلة المعاصرة هو ملخص محركات البحث الي تعطي قصاصة كافية عن الموضوع من خلال نص قصير. ويزيد انه يجب تجنب اللعب بالكلمات مثل استعمال المجازات أو المستفزات. وهو شدد ان اختيار أول كلمة أو كلمتين مناسبتين هما الاشد تأثيرا.

## معاني أخرى
في عام 2002، طور المدون انيل داش المفهوم لتفعيل عملية تصفح صفحات الإنترنت اذ قال: "أصبح للموضوع المصغر استعمالات تدل على محتوى يدل على فكرة اساسية ويمكن الوصول اليه بشكل كامل من خلال رابط واحد. ولتحقيق هذا الامر، يجب أنت يكون منصوص وموضب ليمكن ارساله عبر البريد الاكتروني أو متصفح الوب أو الادوات الذكية. ومن الامثلة: موعد وصول واقلاع الطائرات، حالات الطقس أو ملخص لمقال.
أصبح المصطلح شائعا في عصر انتشار المدونات وضروريا لنشر المعلومات التي فرضتها الهيكلية الجديدة لنشر المعرفة التي اتت بها التقنيات الحديثة مثل التركباكس، بنغس،  وال أر آس آس. كما انها تأثرت بتطبيقات حاسوبية جديدة مثل انظمة إدارة المحتوى والمدونات والويكيات والتطور الاجتماعي الذي فرض نوع جديد من التواصل.  

## للاستزادة
- تعلم مصغر
- محاضرة مصغرة
- ويب 2.0